# 帕兰扎

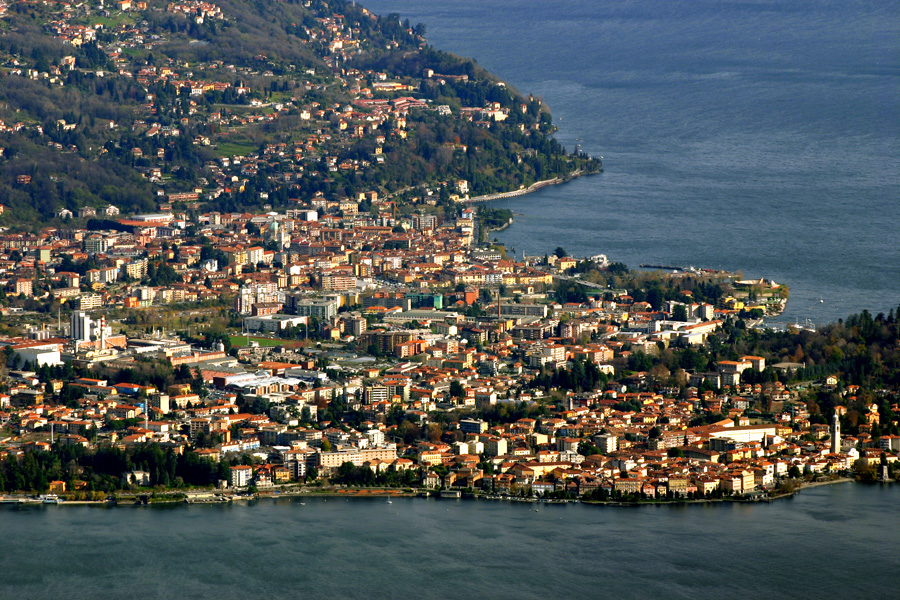
帕兰扎

帕兰扎（Pallanza）是意大利北部皮埃蒙特大区韦尔巴诺-库西奥-奥索拉省韦尔巴尼亚市的一个区，位于马焦雷湖畔。

## 历史
帕兰扎在1939年之前，曾是一个独立市镇。根据1939年4月4日第702号皇家法令，帕兰扎与英特拉（Intra）合并，成立韦尔巴尼亚市。
帕兰扎主办了1906年欧洲赛艇锦标赛。